# Genovese (famiglia)
La famiglia Genovese, conosciuta anche con il nome di famiglia Luciano è una delle cinque famiglie mafiose di New York che controlla le attività (criminali e non) della città e di altri stati d'America. La famiglia Genovese è stata sin dalla sua fondazione una delle più potenti e temute famiglie mafiose di Cosa nostra statunitense. 
Dagli esperti è stata soprannominata Ivy league e Rolls Royce della criminalità organizzata. Nel corso degli anni ha mantenuto rapporti di alleanza con tutte le "famiglie" di Cosa Nostra, soprattutto con quelle di Cleveland, Boston, Buffalo e Filadelfia.
Alla fine degli anni settanta, la "famiglia" manipolò alcuni importanti membri della famiglia di Filadelfia, convincendoli a ribellarsi e ad ordire l'omicidio del loro boss Angelo Bruno, al fine di prendere il controllo del territorio e dei casinò di Atlantic City, controllati proprio dalla famiglia Bruno di Filadelfia.
Nel corso degli anni si sono succeduti alla guida della famiglia potenti boss del calibro di Lucky Luciano, Frank Costello, Vito Genovese, Thomas Eboli, Philip Lombardo, Vincent Gigante, Liborio Bellomo e Daniel Leo.

## Storia

### Le origini
Le origini della cosca sono da individuarsi a Corleone, in provincia di Palermo. Giuseppe Morello e i suoi fratellastri Vincenzo, Nicola e Ciro Terranova, potenti uomini d'onore di Corleone, si stabilirono a New York nel 1897, diventando presto la più potente famiglia mafiosa della città e di conseguenza la più potente della nazione, dalla fine dell'800 fino alla fine degli anni dieci. La famiglia aveva il controllo totale di Manhattan e di East Harlem per quanto riguarda estorsioni, gioco d'azzardo, scommesse illegali, contraffazione e fabbricazione di banconote false. Durante questo periodo scoppia una feroce guerra per il controllo del gioco d’azzardo e di altre attività illecite tra i Morello e la Camorra newyorkese che provocherà una ventina di morti, il conflitto verrà chiamato ‘’Guerra tra Mafia e Camorra’’.
Nel 1919 scoppiò una faida tra Morello e la famiglia di Salvatore D'Aquila di Brooklyn, chiamata in seguito famiglia Gambino, sostenuta dal gangster Umberto Valenti, il quale venne assassinato nel 1922 su ordine di Joe Masseria, che divenne il nuovo boss della cosca per volere di Giuseppe Morello, che si riservò il titolo di consigliere. Durante il proibizionismo, Masseria si associò con il gangster Lucky Luciano e i suoi soci non-siciliani Frank Costello, Vito Genovese e Joe Adonis per via dei loro stretti contatti con i contrabbandieri di alcolici ebrei e irlandesi. Però nel 1930 il potere di Masseria viene messo in pericolo da Salvatore Maranzano, potentissimo boss proveniente da Castellammare del Golfo.
Per tutelare i propri interessi, Masseria ordinò l'omicidio del boss Gaetano Reina, un suo alleato che sospettava di tramare con Maranzano: inizia così la famosa "guerra castellammarese". Maranzano rispose facendo assassinare Giuseppe Morello, il consigliere di Masseria.
Il 15 aprile 1931, Joe Masseria venne ucciso mentre pranzava con il suo alleato Lucky Luciano al ristorante Scarpato's di Coney Island, dai killer dello stesso Luciano che aveva organizzato l'omicidio assieme a Maranzano, che gli affidò gli affari del defunto Masseria. Infine Luciano fece assassinare anche Maranzano (settembre 1931) e rilevò la famiglia di Masseria con la benedizione degli altri boss, formando la commissione, che comprendeva non solo le Cinque famiglie di New York ma anche la Chicago Outfit di Al Capone e la potente famiglia di Buffalo di Stefano Magaddino.

### Il dominio di Lucky Luciano
Nella sua nuova famiglia, Luciano affiliò numerosi suoi luogotenenti napoletani e calabresi nonostante non fossero siciliani: infatti nominò Vito Genovese suo vice, Frank Costello come consigliere e, come capidecina, Ciro Terranova, Joe Adonis, Settimo Accardi, Anthony Strollo, Anthony Carano, Thomas Greco, Willie Moretti, Michael Coppola, Rocco Pellegrino, Ruggero Boiardo, Sam Cuffaro, James Angelina, Gaetano Ricci, John Biello, John De Noia, Leonardo Silvestri.
La cosca con le sue attività illecite (estorsioni, scommesse, gioco d'azzardo, edilizia, appalti truccati, sindacati, usura, prostituzione, riciclaggio, contraffazione di banconote, traffico di narcotici ed altri racket) si espandeva non solo nello Stato di New York, ma anche in California, Florida, Connecticut, Nevada e a Cuba.
Nel 1936, Lucky Luciano venne arrestato e condannato ad una pena che andava dai 30 ai 50 anni, assieme al suo soldato di fiducia Dave Petillo e ad altri sette affiliati della cosca, con l'accusa di sfruttamento della prostituzione. Pur continuando a comandare dal carcere, Luciano nomina come reggente della famiglia il suo vice Vito Genovese, con l'aiuto del consigliere Costello. Ma nel 1936 Genovese, accusato dell'omicidio di Ferdinand Boccia, un soldato della cosca, fu costretto a darsi alla latitanza e a fuggire in Italia. Luciano dal carcere affidò così la reggenza a Costello.

### La leadership di Costello e la lotta con Genovese
Frank Costello si occupava del lato finanziario e politico della famiglia. Fu soprannominato dalla stampa statunitense il "primo ministro della Malavita" per i suoi contatti con la politica, la magistratura e l'imprenditoria. Costello credeva molto nella diplomazia e nella disciplina, ed era aiutato nella conduzione della famiglia dal consigliere non ufficiale Meyer Lansky, il migliore amico di Lucky Luciano. Con il consenso di Luciano e in società con altri boss, finanziò la costruzione del primo casinò di Las Vegas. Le operazioni furono affidate a Meyer Lansky e a Bugsy Siegel.
Costello fu il reggente della famiglia, agli ordini di Luciano, per circa 10 anni fino al 1946, anno in cui lo stesso Luciano fu espulso dagli Stati Uniti e rimpatriato in Italia. Con l'uscita dalle scene di Luciano, Costello divenne il boss ufficiale. Ma, sempre nel 1946, Genovese fu estradato in America per essere processato. Con l'eliminazione dei potenziali testimoni e la corruzione dei vari giudici, Genovese fu assolto dall'accusa di omicidio. Genovese iniziò a tramare contro Costello per prenderne il posto.
Nel 1951 Willie Moretti, vicecapo della famiglia e fedelissimo di Costello, venne assassinato in un ristorante di Fort Lee nel New Jersey, su ordine della «Commissione», istigata da Vito Genovese, che voleva scalzare l'autorità di Costello, il quale decise di temporeggiare, per non scatenare una faida interna. Nel 1953 con l'espulsione in Italia di Joe Adonis, potente capodecina e suo sostenitore, la forza di Costello cominciò a diminuire. Nel 1957 Genovese si alleò con Carlo Gambino, vicecapo della famiglia del boss Albert Anastasia: il loro scopo era quello di eliminare Costello e Anastasia per rilevarne le rispettive famiglie. Poco dopo il rilascio di Costello dal carcere nel 1957, Genovese inviò il suo soldato Vincent Gigante ad ucciderlo: la sera del 2 maggio 1957, mentre stava rientrando nel suo appartamento con la moglie, Frank Costello venne ferito di striscio alla testa da un colpo di pistola sparato da Gigante. Rimasto leggermente ferito alla testa, Costello decise di "ritirarsi in pensione" lasciando il posto di boss della famiglia a Vito Genovese.

### L'era Genovese

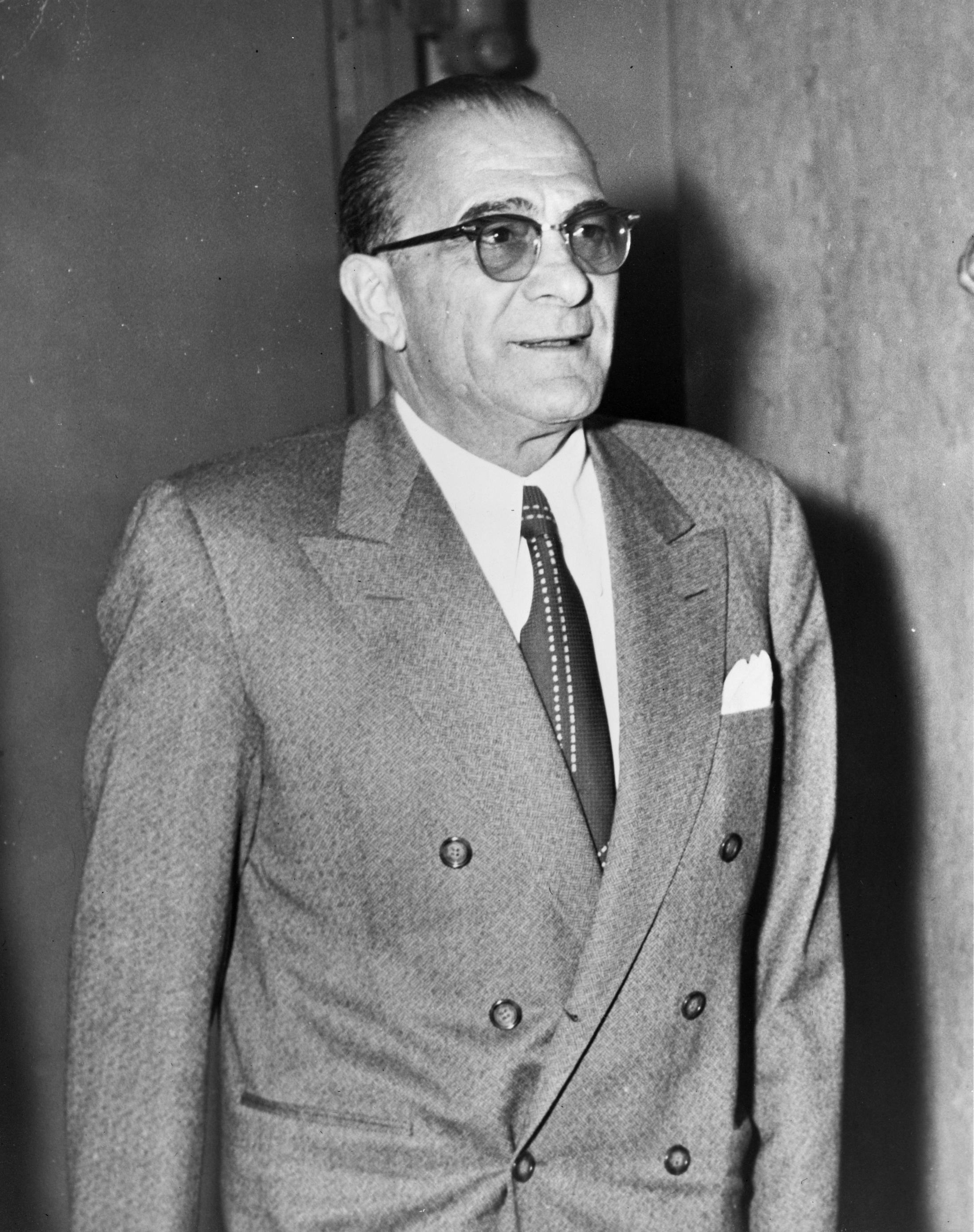
Vito Genovese, il boss da cui prende il nome la famiglia, che fu uno dei fondatori della rete distributiva di eroina negli USA.

Diventato il nuovo boss, Genovese ristruttura la cosca e nomina vicecapo Jerry Catena, e consigliere Michele Miranda. Assieme ad altri boss organizza la famosa riunione di Apalachin per discutere sulla successione di Genovese nel comando della famiglia di Costello e di Gambino nel comando di quella di Anastasia. Nel 1959 fa assassinare Anthony Carfano, potente capodecina e suo potenziale rivale, deciso a prendere il suo posto alla guida della famiglia. Pochi mesi dopo Genovese viene arrestato per traffico di stupefacenti e condannato a 15 anni di prigione. Pur continuando a comandare dal carcere, Genovese forma un pannello di commissione per il controllo degli affari della famiglia, formato dai suoi fedelissimi. Nomina Anthony Strollo reggente, coadiuvato da Jerry Catena, Michele Miranda, e da Thomas Eboli e Philip Lombardo, i capidecina più fidati.
Nel 1962 dal carcere ordina l'omicidio di Strollo. Anthony Strollo, uscito dalla sua casa nel New Jersey, scompare di "lupara bianca" e il suo corpo non verrà mai più ritrovato. Al posto di Strollo, come reggente viene nominato Thomas Eboli.
Sempre nel 1962 Joe Valachi, soldato e autista di Genovese, detenuto insieme a lui nella stessa cella nel penitenziario di Atlanta, durante l'ora d'aria nel cortile uccise un altro detenuto a sprangate. Valachi credeva in realtà che l'uomo da lui assassinato fosse Joseph Di Palermo, un "uomo d'onore" della famiglia Lucchese, incaricato di uccidere Valachi su ordine di Genovese. Pensava dunque di essere stato tradito dal proprio boss.
Valachi fu convinto dalle autorità a testimoniare per la prima volta contro la mafia, svelando i segreti di Cosa nostra alle autorità. Genovese fu ritenuto dagli altri boss il responsabile di questa pubblicità indesiderata.

### La morte di Genovese e i boss di facciata
Nel 1969 Genovese muore di cause naturali in prigione e il boss ufficiale della famiglia diviene Philip Lombardo. Questi, tuttavia, per distrarre l'attenzione delle forze di polizia e dei boss rivali, decise assieme a Catena e Miranda di creare un "boss di facciata". Boss di facciata era Thomas Eboli, ma dietro le quinte continuava a comandare Lombardo, che segretamente stava istruendo alla successione un suo pupillo, l'ex guardaspalle di Genovese e ora capodecina Vincent Gigante.
Nel 1972 Thomas Eboli, appena uscito dalla casa della sua amante, venne assassinato. L'ordine era stato dato da Carlo Gambino, per la mancata restituzione di un prestito di quattro milioni di dollari, derivante dal traffico di droga. A sostituire Eboli come boss di facciata fu il capodecina Frank Tieri, sostenuto da Carlo Gambino, suo grande amico, ma a comandare dietro le quinte c'era sempre Lombardo. Questa tattica ebbe grande successo nell'ingannare e confondere le forze dell'ordine.
Sempre nel 1972, Michele Miranda e Jerry Catena si ritirano dalle attività mafiose. Miranda morirà per cause naturali un anno dopo. Lombardo nomina Vincent Gigante vicecapo e Anthony Salerno consigliere, con Tieri sempre come boss di facciata.
Nel 1980 i vertici della famiglia Tieri, Gigante e Salerno, su ordine di Lombardo, manipolano alcuni capidecina della famiglia di Filadelfia, convincendoli ad uccidere il loro boss Angelo Bruno. Bruno si opponeva alla famiglia Genovese, che ad Atlantic City cercava di prendere il controllo di alcuni casinò e dei vari racket legati al gioco d'azzardo, controllati proprio dalla famiglia di Filadelfia. Dopo una sanguinosa faida interna per il controllo della cosca di Filadelfia, Nicky Scarfo sostenuto dai Genovese diventa il nuovo boss, dando il permesso a Lombardo, Gigante e soci di operare ad Atlantic City.
Nel 1981, Frank Tieri venne arrestato e condannato grazie alla legge RICO; un mese dopo morì di cause naturali. A sostituire Tieri come boss di facciata, Lombardo nomina Salerno. Alla fine del 1982, anche Philip Lombardo decise di ritirarsi nella sua residenza in Florida e nominò come boss ufficiale Gigante. Salerno fu il boss di facciata della famiglia fino al 1986, anno in cui fu condannato a 100 anni di carcere assieme ad altri boss delle cinque famiglie.

### The oddfather
Dal 1986 Vincent Gigante istituisce un metodo più rigoroso e segreto per comunicare con i suoi luogotenenti, creando il "boss di strada" o messaggero, con lo scopo di isolarsi dalle indagini di polizia. Gigante impartiva gli ordini al figlio Andrea o a qualcuno dei suoi fedelissimi. Per sfuggire alle incriminazioni incominciò a fingersi pazzo, e per questo motivo fu soprannominato The Oddfather, ovvero il padrino pazzo.
Gigante curava personalmente i suoi affari dal "Triangle Social Club", nel Greenwich Village, il quartiere dove era nato e risiedeva. Gli altri affari erano gestiti dal suo vicecapo Venero Mangano, che operava a Brooklyn, dal consigliere Louis Manna, della fazione del New Jersey, e da altri quattro fidatissimi capidecina. Nel 1985 Paul Castellano, capo della famiglia Gambino e alleato di Gigante, era stato ucciso dagli uomini di John Gotti senza il permesso della commissione. Così Gigante cospirò l'omicidio di Gotti assieme al capo Vittorio Amuso e al vicecapo della famiglia Lucchese, Anthony Casso. Il 13 aprile 1986 fu piazzata un'autobomba nell'auto di Gotti, ma lo stesso Gotti si salvò, mentre a morire fu il suo vicecapo Frank DeCicco.
Dalla fine degli anni ottanta all'inizio degli anni novanta Gigante mantiene il controllo della famiglia con il pugno di ferro, ordinando gli omicidi di diversi uomini d'onore. All'inizio degli anni novanta, Sammy Gravano, vicecapo dei Gambino, decide di collaborare con la giustizia e, oltre a testimoniare contro Gotti e i leader della sua famiglia, accusa anche Gigante di essere il capo della famiglia Genovese. Nel corso degli anni novanta, ci saranno altri pentiti che accuseranno Gigante. Nel 1997 Gigante viene considerato sano di mente dagli psichiatri dell'FBI e viene condannato a 12 anni di carcere federale, dove continuerà a comandare fino alla sua morte, avvenuta per attacco cardiaco il 19 dicembre 2005 nel carcere di Springfield, Missouri.

### Attuale leadership della famiglia
Alla metà degli anni novanta, a causa di numerosi pentiti, molti importanti membri della famiglia Genovese come il vicecapo Venero Mangano, consigliere Louis Manna, i capidecina Liborio Bellomo, James Ida, sono stati condannati a lunghe pene detentive. Nonostante i numerosi arresti, la famiglia Genovese resta una delle più potenti famiglie mafiose di New York e d'America, con una forza di circa 300 affiliati e decine e decine di associati. Alla morte di Gigante nel 2005 Daniel Leo è stato boss reggente sino al 2008 quando è stato imprigionato per 5 anni per estorsioni e usura. 
Dal 2008 si ritiene che il consigliere sia Dominick Cirillo.
Dal 2005 le autorità ritengono che il boss della famiglia sia il Liborio Bellomo, pupillo di Gigante, rilasciato dopo 12 anni di carcere nel 2008. Nonostante gli arresti, la famiglia Genovese mantiene ancora tutto il potere e l'influenza, non solo a New York e nel New Jersey, ma anche ad Atlantic City, in Florida e in California, rimanendo la più potente famiglia mafiosa di New York e vantando solidi legami storicamente soprattutto con la Mafia siciliana e solo recentemente anche con la 'Ndrangheta calabrese.

## Leadership storica

### Boss (ufficiale, reggente e di facciata)
- 1903-1910 — Giuseppe "Joe the Clutch Hand" Morello — imprigionato e degradato nel 1909.
- 1910-1915 — Nicolò "Nicky Morello" Terranova — assassinato il 7 settembre 1916.
- 1915-1922 — Vincenzo "Vincent" Terranova — assassinato l'8 maggio 1922.
- 1920-1922 — Giuseppe "Joe the Clutch Hand" Morello —  affida la "famiglia" a Giuseppe "Joe the Boss" Masseria.
- 1922-1931 — Giuseppe "Joe the Boss" Masseria — assassinato il 15 aprile 1931.
- 1931-1946 — Charles "Lucky" Luciano — imprigionato nel 1936, deportato in Italia nel 1946.
  - Reggente 1936-1937 — Vito "Don Vitone" Genovese — fuggito in Italia nel 1937.
  - Reggente 1937-1946 — Frank "The Prime Minister" Costello
- 1946-1957 — Frank "the Prime Minister" Costello — dimessosi e ritiratosi nel 1957 dopo un attentato.
- 1957-1969 — Vito "Don Vitone" Genovese — imprigionato nel 1959, morto nel 1969.
  - Reggente 1959-1962 — Anthony "Tony Bender" Strollo — scomparso nel 1962.
  - Reggente 1962-1969 — Thomas "Tommy Ryan" Eboli
- 1969-1981 — Philip "Benny Squit" Lombardo — ritiratosi nel 1981, morto nel 1987. - Louis Morello Cavnilli
- 1981-2005 — Vincent "Chin" Gigante — imprigionato nel 1997, morto nel 2005.
  - Reggente 1997-1998 — Dominick "Quiet Dom" Cirillo — dimessosi nel 1998 per problemi di salute.
  - Reggente 1998-2005 — Matthew "Matty the Horse" Iannello — dimessosi nel luglio 2005, morto nel 2012.
- 2010-presente — Liborio "Barney" Bellomo
  - Reggente 2005-2008 — Daniel "Danny the Lion" Leo — imprigionato nel 2008-2013.

### Boss di strada (boss di facciata)
Posizione creata da Philip Lombardo nel 1969, per mascherare il vero boss della famiglia. Il boss di facciata aveva le medesime funzioni del boss, ma rispondeva segretamente al vero boss (spesso fintosi un capodecina), rendendo questi "inaccessibile" a soldati e capidecina, ma solo al consigliere ed al sottocapo. 
Con la testimonianza di Vincent Cafaro, un soldato di alto rango, nel 1988, la posizione fu rivelata e cadde in disuso essendo oramai inutile. Dopo il 1992, la posizione fu ribattezzata boss di strada, il cui compito era di coadiuvare le posizioni del boss quando questi era in prigione o incapace di comandare. Anche questo rango, però, venne abolito nel 2005.
- 1969-1972 — Thomas "Tommy Ryan" Eboli — assassinato nel 1972.
- 1972-1981 — Frank "Funzi" Tieri — imprigionato e morto nel 1981.
- 1981-1992 — Anthony "Fat Tony" Salerno — imprigionato nel 1987, deceduto nel 1992.
- 1992-1997 — Liborio "Barney" Bellomo — imprigionato nel 1996-2008.
- 1997-2001 — Frank "Farby" Serpico — condannato nel 2001, morto nel 2002.
- 2001-2002 — Ernest "Ernie" Muscarella — imprigionato nel 2002.
- 2002-2006 — Arthur "Artie" Nigro — dimessosi nel 2005 e arrestato nel 2006.
- 2014-2015 - Peter "Petey Red" DiChiara
- 2015-2021 - Michael "Mickey" Ragusa
- 2021-presente - Daniel Pagano

### Vicecapo (ufficiale e reggente)
- 1903-1910 — Ignazio "the Wolf" Lupo — imprigionato nel 1909.
- 1910-1915 — Vincenzo "Vincent" Terranova — diventa boss nel 1915.
- 1915-1922 — Ciro "The Artichoke King" Terranova — dimessosi nel 1922.
- 1922-1930 — Giuseppe "the Clutch Hand" Morello — assassinato il 15 agosto 1930.
- 1930-1931 — Joseph Catania — assassinato il 3 febbraio 1931.
- 1931-1957 — Vito Genovese — fuggito in Italia nel 1937.
  - Reggente 1937-1951 — Guarino "Willie" Moretti — (de facto sottocapo ufficiale nel 1937-1951) assassinato nel 1951.
- 1957-1972 — Gerardo "Jerry" Catena — imprigionato nel 1970-1972 e ritiratosi in Florida fino alla morte nel 2000.
- 1972-1975 — Carmine "Little Eli" Zeccardi
- 1975-1981 — Anthony "Fat Tony" Salerno — promosso a boss di facciata nel 1981.
- 1981-1987 — Saverio "Sammy" Santora — morto per cause naturali nel 1987.
- 1987-2017 — Venero "Benny Eggs" Mangano — imprigionato nel 1991, rilasciato nel 2006.
  - Reggente 1990-1997 — Michael "Mickey Dimino" Generoso — imprigionato nel 1997.
  - Reggente 1997-2005 — John "Johnny Sausage" Barbato — imprigionato nel 2005.
- 2017-presente - Ernest "Ernie" Muscarella
  - reggente 2021-attualmente - Michael "Mickey" Ragusa - possibile successore a ruolo vicecapo

### Consigliere (ufficiale e reggente)
- 1931-1947 — Frank "the Prime Minister" Costello — promosso a boss nel 1947.
- 1947-1957 — "Sandino" — figura misteriosa nominata da Valachi nel 1963.
- 1957-1972 — Michele "Mike" Miranda — ritiratosi nel 1972.
- 1972-1978 — Antonio "Buckaloo" Ferro — ritiratosi nel 1978.
- 1978-1990 — Louis "Bobby" Manna — imprigionato nel 1990.
  - Reggente 1978-1981 — Dominick "Fat Dom" Alongi
  - Reggente 1989-1990 — James "Little Guy" Ida
- 1990-1997 — James "Little Guy" Ida — imprigionato a vita nel 1997.
- 1997-2008 — Lawrence "Little Larry" Dentico — imprigionato nel 2008-2009 e semi-ritiratosi.
- 2008-2015 — Dominick "Quiet Dom" Cirillo
- 2015–2018 - Peter "Petey Red" DiChiara - è morto il 2 marzo 2018
- 2018–2022 - Anthony "Tough Tony" Federici - morto il 9 novembre 2022
- 2022-presente - Pasquale "Patsy" Parrello

## Attuali membri della famiglia

### Amministrazione
- Boss Liborio Bellomo
- Street Boss Michael Ragusa
- Vicecapo Ernest "Ernie" Muscarella
- Consigliere Pasquale Parrello

### Fazione di Manhattan
- Conrad Ianniello — Capo attivo a Manhattan, Brooklyn e Queens e parente di Matthew Ianniello. Il 18 aprile 2012, Conrad è stato condannato per gioco d'azzardo illecito e cospirazione.[2][3] Nel 2008 era stato coinvolto nella gestione della Festa di San Gennaro a Little Italy.
- John Brescio
- Carmelo Polito

### Fazione Brooklyn
- Berry Nichilo

### Fazione del Queens
- Anthony Romanello

Fazione del Bronx
- Ralph Balsamo
- Nicholas Calisi
- Pasquale Falcetti
- Daniel Pagano
- Pasquael "Patsy" Parrello — Capo e ristoratore del Bronx. Nel 2004 Parrello è stato coinvolto in una rete di strozzinaggio con Ross Gangi e condannato[4]. Fu rilasciato nel 2008.[5][6]

#### Altre località
Fazione del New Jersey
- Silvio P. DeVita — Caporegime operante nella Contea di Essex.

### Soldati
New York :
- Vito Alberti
- Anthony Antico
- Liborio T. "Benny" Bellomo
- John Barbato
- John Campanella
- Pete Cataldo
- Joseph Celso
- Christopher Chierchio
- Dominick Cirillo
- Joseph Denti Jr.
- Lawrence Dentino
- Louis DiNapoli
- Albert Gallo
- Rosario Gangi
- John Giglio
- Daniel Leo
- Alan Longo
- Joseph Macario
- Alphonse Malangone
- James Messera
- Michael Messina
- Joseph Olivieri
- Eugene Onofrio
- Charles Salzano

 New Jersey 
- Michael Coppola
- Stephen Depiro
- Antonio Palumbo

### Associati
New Jersey 
- Frank DiMattina
- Michael Poli
- Thomas Poli

- Salvatore Rubino
- Joseph Rutigliano

## Testimoni e informatori governativi
| Nome              | Titolo e anno    |
| Joseph Valachi    | soldato (1963)   |
| Vincent Cafaro    | soldato (1986)   |
| George Barone     | soldato (2003)   |
| John Bologna      | associato (2007) |
| Anthony Arillotta | soldato (2008)   |
| Felix Tranghese   | capo (2008)      |
| Renaldi Ruggiero  | capo (2012)      |

## Nella cultura di massa
- Nel romanzo del 1969 Il padrino e nel film omonimo del 1972, la famiglia Corleone è ispirata alle reali famiglie Bonanno e Genovese. Lo stesso Vito Corleone (Marlon Brando) è ispirato parzialmente a Frank Costello e Lucky Luciano, mentre il figlio Michael (Al Pacino) è ispirato parzialmente a Vito Genovese.